# Xsorbaronia fallax
Xsorbaronia fallax är en rosväxtart som beskrevs av C. K. Schneider. Xsorbaronia fallax ingår i släktet Xsorbaronia och familjen rosväxter. Inga underarter finns listade i Catalogue of Life.